# Louis Mahrer
Louis Alois Mahrer (* 25. April 1917 in Krems an der Donau, Niederösterreich; † 6. Oktober 1977 ebenda) war ein österreichischer Widerstandskämpfer, Schriftsteller, Lehrer, Kommunist und Funktionär der Österreichisch-Sowjetischen Gesellschaft.

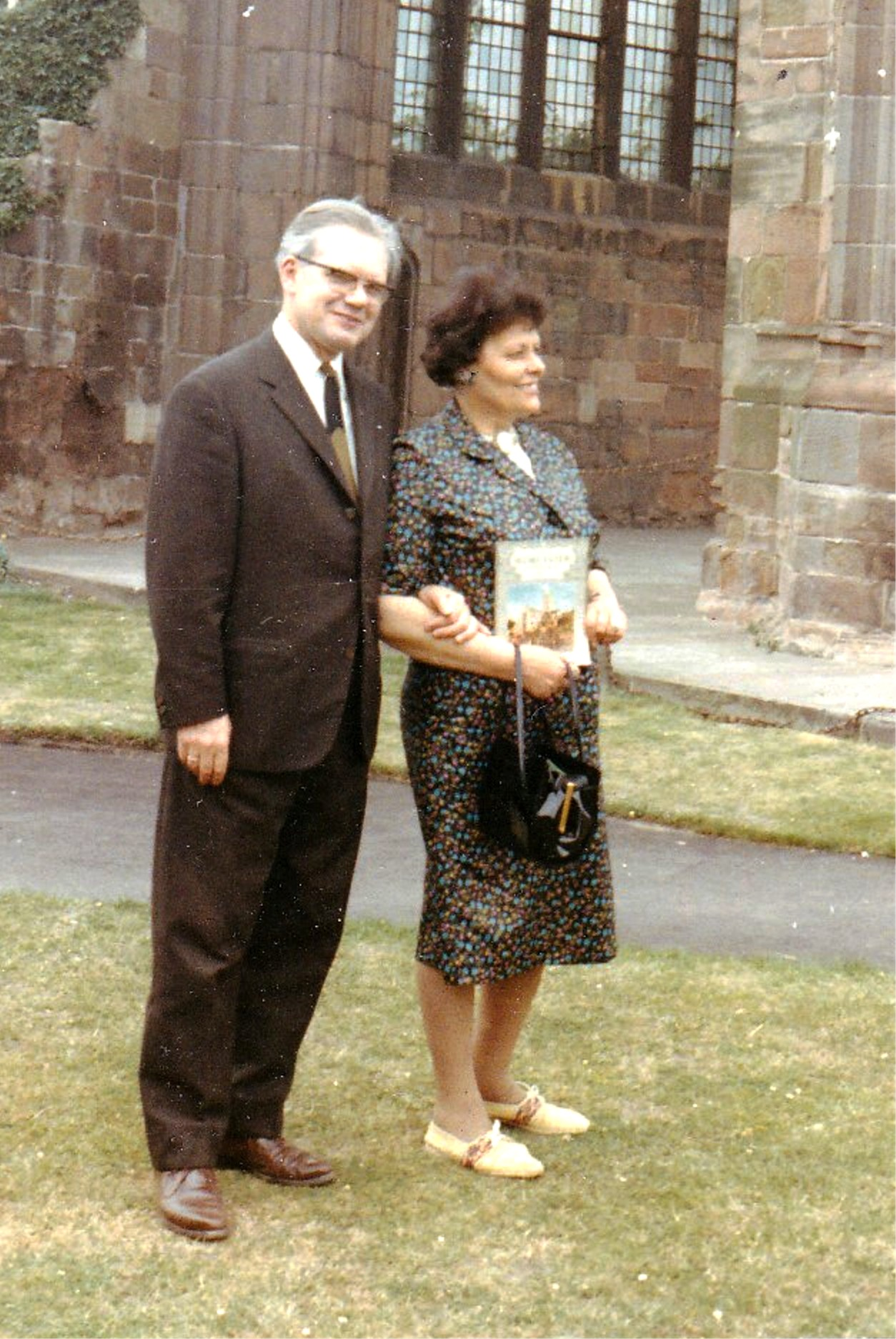
Louis Mahrer mit seiner Ehefrau Therese Mahrer in Coventry (UK) im Sommer 1977.

## Leben
Alois Mahrer, der seine literarischen Werke unter dem Pseudonym Louis Mahrer verfasste, wurde in eine sozialdemokratische Arbeiterfamilie in Krems hineingeboren. Sein Vater Alois Franz Mahrer, der aus einer armen Wiener Arbeiterfamilie stammte, war Schlossermeister und als Mitbegründer der Sozialdemokratischen Arbeiterpartei (SDAP) in Krems aktiv an der Ausrufung der Republik Deutschösterreich beteiligt. Bis zum Bürgerkrieg im Februar 1934 war er Stadtrat in Krems. Als danach die SDAP verboten wurde, verlor er sein Mandat und seinen Arbeitsplatz. Sohn Alois wurde im Februar 1934 wegen Unterstützung des Schutzbundes verhaftet. 1936 maturierte er in der Realschule Krems. Sein Studium der Germanistik und Romanistik an der Universität Wien musste er sich selbst verdienen. 1940 wurde er zur Wehrmacht einberufen und zum Funkaufklärer/Horchfunker ausgebildet, sodass er erst 1941 zum Dr. phil. promovieren konnte. Von den Roten Falken kommend, hatte er sich 1933 zugleich mit seiner späteren Frau der KPÖ angeschlossen. Er war von 1933 bis 1935 Bezirksleiter des Kommunistischen Jugendverbands in Krems und trat später in Wien den illegalen Roten Studenten bei. Nachdem er im Mai 1943 seine Gesinnungsgenossin Therese Mahrer geb. Lutzer geheiratet hatte, wurde er im November wegen zersetzender Reden nach Serbien strafversetzt. Dort lernte er Gerhard Chmiel kennen, dem er 1947 in seiner auf tatsächlichen Ereignissen fußenden Erzählung Bora ein Denkmal setzte. Nach kurzer amerikanischer Kriegsgefangenschaft kehrte er 1945 nach Hause zurück. Danach unterrichtete er an der Handelsakademie Wien I, ab 1947 bis zu seinem Tod 1977 an der Bundesgewerbeschule, der jetzigen HTL Krems Bautechnik und IT, Deutsch und Französisch. Für diese Schule hatte seine Frau als Stadträtin für Schul- und Kulturwesen von der sowjetischen Besatzungsmacht Räumlichkeiten in der Kremser Kaserne erstritten.

## Werke
Bereits als Schüler in den 1930er Jahren schrieben Alois Mahrer und seine spätere Frau Gedichte, die in Lokalzeitungen veröffentlicht wurden und bei gemeinsamen öffentlichen Lesungen vorgetragen wurden. 1942/43 verfasste er das Theaterstück Leuchtturm, das im Theatermuseum in Wien erhalten geblieben ist. 1945 vollendete er das Theaterstück Drosselbart, das aber unveröffentlicht blieb, wie viele seiner anderen Werke. Nach dem Zweiten Weltkrieg schrieb er für kommunistische Zeitungen und Zeitschriften, später blieb ihm neben seiner Lehrtätigkeit kaum noch Zeit für das Schreiben.
Sein Hauptwerk Bora erschien 1947 im Wachau-Verlag. Es schildert den Widerstand des alter Egos des Autors Alfred Kroneck und seines Freundes Gerhard Chmiel, im Buch Schmiel genannt. Die beiden unterschlagen als Horchfunker der Wehrmacht Funksprüche der um die Freiheit ihrer Heimat kämpfenden Partisanen und warnen sie, dass ihre Codes geknackt wurden. Schmiel wird entdeckt und wird hingerichtet. Er rettet Kroneck durch seine Aussage, er habe allein gehandelt, das Leben. Erst 40 Jahre nach Mahrers Tod und 70 Jahre nach der Erstausgabe seiner Erzählung Bora kam es auf Initiative des Kremser Historikers Robert Streibel zu einer kommentierten Neuauflage. In diesem Kommentar werden das militärische Umfeld und die Bedeutung der geschilderten Widerstandshandlungen, die erhalten gebliebenen Tagebuchaufzeichnungen des Autors, seine Biographie, sein familiärer und politischer Hintergrund sowie sein weiteres literarisches Schaffen ausführlich behandelt. Bei der Quellenforschung zur Neuauflage gelang es, vom Bundesarchiv-Militärarchiv die Mitteilung über einen Todesfall von Gerhard Chmiel zu bekommen. Als Todesursache wird „Erschießen nach kriegsgerichtlicher Verurteilung“ am 29. August 1944 in Vrnjačka Banja angeführt. Unterlagen über die Kriegsgerichtsverhandlung liegen nicht auf. Die Grabstätte konnte nicht ermittelt werden. Die Neuauflage der Bora erregte öffentliche Aufmerksamkeit in Österreich. Erich Hackl bezeichnete in seiner Rezension in der Tageszeitung Die Presse die Erzählung als ein Schlüsselwerk der antifaschistischen Literatur Österreichs. Besuche der Familienmitglieder des Autors sowie von Robert Streibel an den serbischen Schauplätzen führten zur Übersetzung in die serbische Sprache und zur Herausgabe des Buches in serbischer Sprache durch das Heimatmuseum in Kraljevo. Dadurch wurden diese historischen Ereignisse erstmals in Serbien bekannt.

## Filme
- Gerhard Pazderka, Robert Streibel, mit Kommentaren von Erich Hackl: Ich will die Sonne sehen. Lesung aus der Erzählung BORA. Dokumentarfilm, Oktober 2016, erstellt mit Mitteln vom Zukunftsfonds der Republik Österreich.
- Stefan Fleming liest aus der Erzählung BORA. Volkshochschule Hietzing, 23. März 2017.